# Atomino (Kocher)

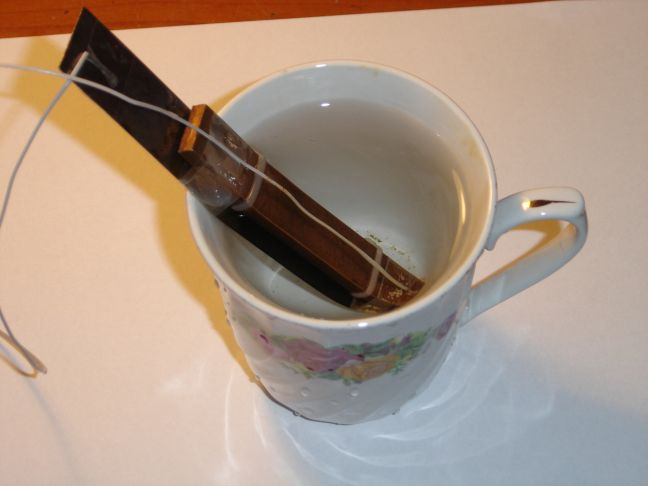
Improvisierter Tauchsieder, vor der Inbetriebnahme

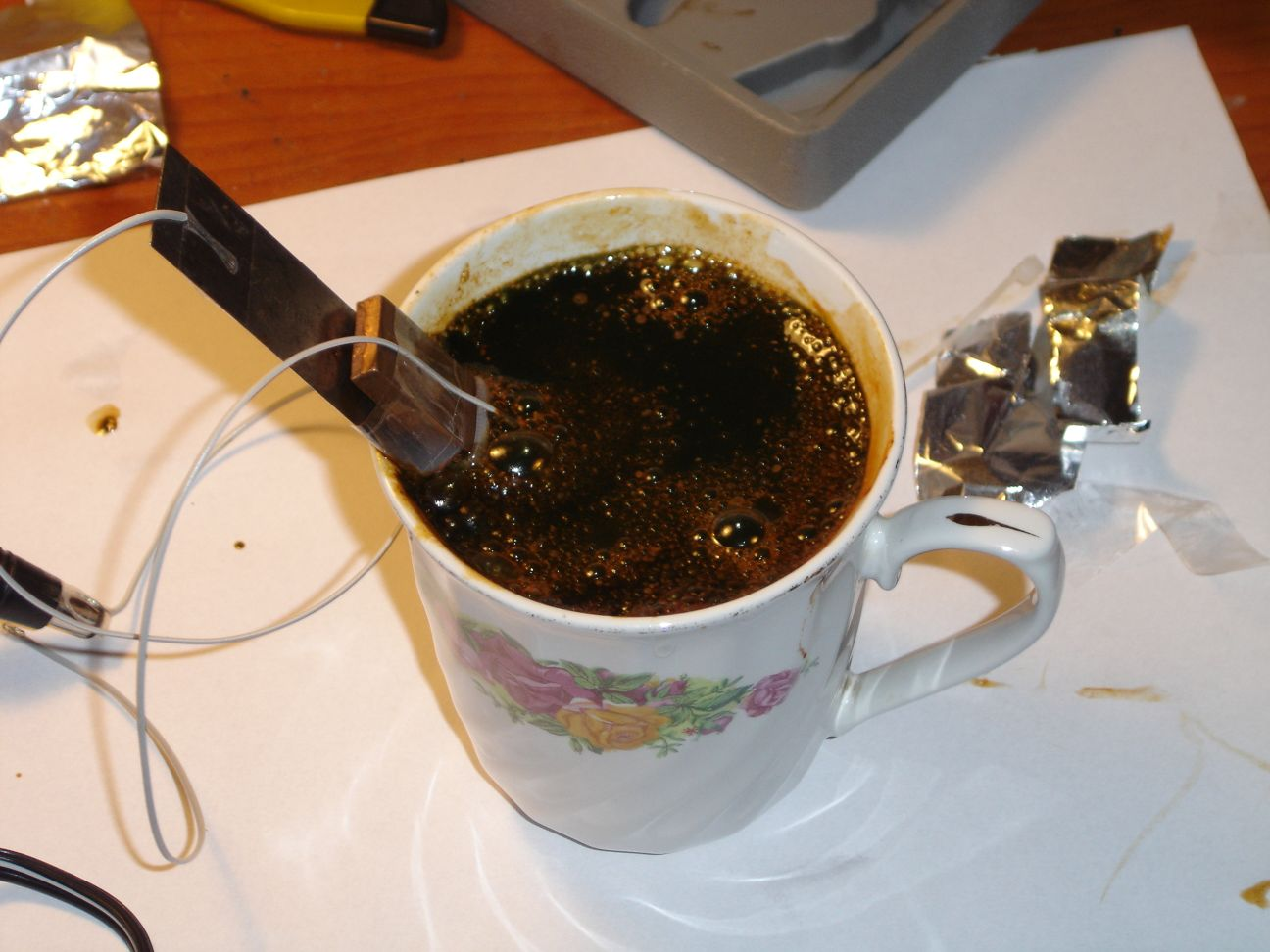
Improvisierter Tauchsieder in Betrieb bei der Zubereitung einer Tasse Instantkaffee.

Schematische Darstellung eines „Atomino“ Tauchsieders

Atomino, Ufo oder auch Atomtauchsieder waren improvisierte Tauchsieder, die unter anderem von Soldaten der Nationalen Volksarmee der DDR verwendet wurden. In Polen sind diese improvisierten Tauchsieder unter dem Begriff Buzała bekannt.
Tauchsieder gehörten zu den Armeeangehörigen verbotenen Gegenständen, nach denen bei Stubenkontrollen gezielt gesucht wurde. Aus dem Grund bastelten sich Armeeangehörige improvisierte Tauchsieder, um Heißgetränke zuzubereiten.
Der Name Atomino leitet sich ab von einer Episode der gleichnamigen Comicserie, die ab den 1960er-Jahren in Heft- sowie Buchform in der DDR erschien: Atomino erhitzte das Meerwasser wie ein Tauchsieder. „Jetzt kann man es aushalten. Bravo, Atomino, welch himmlische Wärme!“ Die Oberfläche begann zu dampfen wie in einer Badewanne, und die Temperatur stieg rasch. Der Name Ufo entstand aufgrund der Scheibenform der verwendeten Dosenteile.
Die Herstellung solcher Tauchsieder aus Rasierklingen war bereits in der Zeit unmittelbar nach dem Zweiten Weltkrieg bei der Zivilbevölkerung üblich, als Elektrogeräte nicht erhältlich waren, auch lebten seinerzeit viele Menschen in Notwohnungen ohne Kochmöglichkeit, sodass die improvisierten Tauchsieder die einzige Möglichkeit waren,
Wasser zu erhitzen. 
Die erhebliche Gefahr eines elektrischen Schlages bei der unsachgemäßen Benutzung solcher Tauchsieder wurde aufgrund der Not- bzw. Zwangssituation in Kauf genommen.

## Bauweise
Bau und Gebrauch der illegalen Wasserkocher bei der NVA ist in zahlreichen Briefen und Erinnerungsbüchern dokumentiert. Die Tauchsieder bestanden meistens aus den beiden dosenähnlichen Verpackungsteilen der auswechselbaren Klarsichtscheiben für Atemschutzmasken oder auch aus zwei Rasierklingen.
Ober- und Unterteil der Dosen bzw. die beiden Rasierklingen wurden mit Hilfe eines stromisolierenden Kunststoffdruckknopfes eines ABC-Schutzanzuges oder anderer nicht leitender Materialien miteinander verbunden. Der Druckknopf konnte jederzeit wieder an dem Schutzanzug angebracht werden. Die beiden Metallteile wurden mit den Adern eines Stromkabels verbunden. Die Konstruktion wurde in das zu erhitzende Wasser getaucht und anschließend in eine Steckdose gesteckt oder anderweitig (z. B. über eine Glühlampenfassung) unter Spannung gesetzt. Zwischen den beiden Metallteilen des Ufos floss der Strom über das Wasser. Der spezifische Widerstand des Wassers erzeugte dabei genug Wärme, um binnen Sekunden das Wasser zwischen den Elektroden zum Kochen zu bringen.